# Пад Крајине
Пад Крајине је документарно-аналитички филм о паду Републике Српске Крајине.

## Радња филма
Филм даје најпотпунију слику рата у Хрватској, као и политичке и војне детаље пада РСК и каснијег егзодуса српског становништва.
У филму се појављују аутентични учесници ових догађаја попут Владислава Јовановића, Косте Новаковића, Милисава Секулића и Драге Ковачевића са српске стране као и Хрвоја Шаринића, Петра Стипетића, Душана Вире и Анта Котромановића са хрватске стране.